# ایمره مارکوش
ایمره مارکوش (انگلیسی: Markos Imre; ۹ ژوئن ۱۹۰۸ – ۲۷ سپتامبر ۱۹۶۰) بازیکن فوتبال اهل مجارستان بود.
از باشگاه‌هایی که در آن بازی کرده‌است می‌توان به باشگاه فوتبال رن اشاره کرد.
وی همچنین در تیم ملی فوتبال مجارستان بازی کرده‌است.